# Steve Austin (wrestler)
Steve Austin, nato Steven James Anderson (Austin, 18 dicembre 1964), è un ex wrestler e attore statunitense.
È considerato una delle più grandi leggende nella storia della World Wrestling Federation/Entertainment. Ha anche lottato per le altre due principali federazioni statunitensi, la World Championship Wrestling e la Extreme Championship Wrestling, dove era noto come "Stunning" Steve Austin. È stato il "volto" della WWF per quattro anni, nonché il personaggio simbolo della Attitude Era.
Ha raggiunto la massima popolarità alla fine degli anni novanta impersonando la gimmick di un irriverente antieroe bevitore di birra che sfidava abitualmente il dispotico capo della federazione Vince McMahon.
Parlando del suo potere di attrarre il pubblico, McMahon e Jim Ross hanno indicato Austin come il wrestler più redditizio nella storia della federazione, tanto che, nel solo 1999, è riuscito a portare nelle casse della WWF oltre 15 milioni di dollari solamente con la vendita delle sue magliette.
Austin ha, inoltre, ideato il coro "What?" (anche il nome della rubrica televisiva Bottom Line deriva da una delle sue più famose catchphrase) e ha lottato nel main event di molti pay-per-view della WWF incluse quattro WrestleMania, cioè le edizioni XIV, XV, X-Seven e 38: e il suo main event, che ha visto contrapposti Austin e The Rock, è stato descritto come il terzo miglior match nella storia di WrestleMania. Detiene, inoltre, il record per il maggior numero di partecipazioni nel main event degli eventi in pay-per-view di uno stesso anno (dodici nel 2001), record condiviso con The Rock (dodici nel 2000). 
Nel 2003, durante l'episodio celebrativo del decimo anniversario di Raw, è stato eletto come "la più grande Superstar del primo decennio di Raw" e ha ricevuto il premio Best Raw moment award ("miglior momento di Raw") per aver travolto la Corporation con un idrante che gettava birra.
Ha vinto diciannove titoli nel corso della sua carriera tra cui sei volte il WWF Championship, due volte l'Intercontinental Championship e quattro volte il WWF Tag Team Championship, diventando il quinto wrestler a fregiarsi della Triple Crown. È stato anche il vincitore dell'edizione 1996 del King of the Ring, così come il vincitore delle edizioni 1997, 1998 e 2001 della Royal Rumble, sancendo il record di vittorie. Con il personaggio di "The Ringmaster" ha avuto come manager "Million Dollar Man" Ted DiBiase, che gli ha conferito il Million Dollar Championship (titolo non ufficiale).
Il 30 marzo 2003, all'età di trentotto anni, è stato costretto a ritirarsi dal wrestling a causa di diversi infortuni al collo e alle ginocchia subiti durante la carriera ma, per tutto il resto del 2003 e 2004, è stato nominato co-general manager e "sceriffo" di Raw. Dal 2005, ha continuato a fare apparizioni occasionali, mentre, nel 2011, è stato presentatore del reality show Tough Enough. È stato, inoltre, scelto come uomo copertina del videogioco WWE 2K16, oltre a comparire in molte altre copertine dei videogiochi targati WWF/E e vari fumetti.

## Biografia
Steve Austin, alla nascita Steven James Anderson, nacque il 18 dicembre 1964 a Austin, in Texas. I suoi genitori, James e Beverly Harrison, divorziarono quando Austin aveva circa un anno. In seguito sua madre si trasferì a Victoria e sposò in seconde nozze Ken Williams. Austin decise di adottare il cognome del padre putativo cambiando legalmente nome in Steven James Williams; anche se, più avanti nella vita, cambiò di nuovo legalmente il suo nome in Steve Austin. Trascorse la maggior parte dell'infanzia a Edna. Dopo aver terminato gli studi alla Edna High School, ottenne una borsa di studio di football americano alla Wharton County Junior College, seguita da un'altra borsa di studio presso la North Texas University. Austin ha, inoltre, tre fratelli: Scott, Kevin, Jeff e una sorella di nome Jennifer. Il fratello Kevin, nell'autobiografia del fratello Steve ha ipotizzato che il loro padre biologico abbia abbandonato la famiglia perché non era in grado di occuparsi di un altro bambino così presto. Iniziò la propria carriera sportiva nella squadra di football della North Texas University.

## Carriera nel wrestling

### Gli inizi (1989–1990)
Dopo aver cambiato diversi lavori, cominciò a lottare come wrestler verso la fine degli anni ottanta in Texas. Agli inizi della propria carriera utilizzò il suo vero nome anche sul ring, ma poco dopo fu costretto a cambiarlo a causa dell'omonimia con il wrestler "Dr. Death" Steve Williams, assai noto allora. Gli venne quindi assegnato dal suo allenatore il ring name Steve Austin, in quanto proveniva da Austin, in Texas.
Alla fine del 1990, Austin venne votato dalla rivista Pro Wrestling Illustrated come Rookie of the Year ("esordiente dell'anno"). Successivamente lasciò la United States Wrestling Association per la World Championship Wrestling.

### World Championship Wrestling (1991–1995)
Nel 1991, anche nella WCW continuò a lottare con il nome di Steve Austin e adottò il soprannome "Stunning".
Inizialmente veniva accompagnato sul ring da Vivacious Veronica, che fu poi sostituita da Jeannie Clark, chiamata Lady Blossom, sua futura moglie. Conquistò il suo primo titolo, il WCW World Television Championship, il 3 giugno 1991, quando sconfisse Bobby Eaton dopo poche settimane dal debutto. Entrò anche a far parte della Dangerous Alliance, un gruppo di wrestler guidato da Paul E. Dangerously. Perse il titolo dieci mesi dopo, il 27 aprile 1992, contro Barry Windham. Riconquistò il titolo il 23 maggio 1992, ma lo perse di nuovo contro Ricky Steamboat il 2 settembre 1992, a Clash of the Champions XX: 20th Anniversary, in un no disqualification match.
Austin formò quindi un tag team con Brian Pillman, chiamato The Hollywood Blondes. I due vinsero il WCW World Tag Team Championship il 3 marzo 1993, sconfiggendo Ricky Steamboat e Shane Douglas. Il 18 agosto 1993, a Clash of the Champions XXIV, i due avrebbero dovuto difendere i titoli contro Arn Anderson e Paul Roma, ma Pillman subì un infortunio all'anca; venne sostituito da Steven Regal, ma i due non riuscirono a vincere il match e il loro regno si concluse dopo sei mesi.
La coppia si sciolse a breve e Austin continuò la carriera da singolo entrando a far parte della Stud Stable, vincendo fra l'altro il WCW United States Heavyweight Championship contro "The Natural" Dustin Rhodes a Starrcade, il 27 dicembre. Perse il titolo contro il suo vecchio avversario Ricky Steamboat il 24 agosto 1994, a Cedar Rapids. Una rivincita tenutasi nel corso del pay-per-view Fall Brawl, il 18 settembre 1994, permise ad Austin di riconquistare il titolo, a causa del forfait di Steamboat in seguito a un infortunio alla schiena. Il suo secondo regno finì qualche minuto dopo quando venne sconfitto dal sostituto di Steamboat, "Hacksaw" Jim Duggan, in un match durato 35 secondi. Ottenne due rivincite, entrambe vinte per squalifica.
Durante un tour in Giappone nel 1995, si infortunò e, mentre era ancora convalescente, venne licenziato dal vicepresidente della WCW Eric Bischoff.

### Extreme Championship Wrestling (1995)
Approdò alla Extreme Championship Wrestling su pressione del suo ex manager Paul Heyman, che fu il primo a credere in lui e lo volle assolutamente nella sua federazione, rendendo Austin il primo "Paul Heyman Guy".
Austin approfittò dello spazio concessogli da Heyman per iniziare a sviluppare il suo personaggio che pochi anni dopo sarebbe diventato "Stone Cold". Durante la sua permanenza nella ECW ottenne il soprannome "Superstar" e sfidò The Sandman e Mikey Whipwreck. Whipwreck, che deteneva l'ECW World Heavyweight Championship, sconfisse Austin per il titolo a November to Remember.
Heyman sostenne anni dopo che la sua decisione fu quella di far vincere ad Austin il titolo, ma egli non fu d'accordo, sostenendo che sarebbe stato meglio per lui essere il predatore e non la preda.

### World Wrestling Federation/Entertainment/WWE

#### Million Dollar Corporation (1995−1996)
Verso la fine del 1995, Austin firmò con la World Wrestling Federation e l'8 gennaio 1996 fece il suo debutto con il nome The Ringmaster, affiancato da Ted DiBiase come manager, che gli affidò il suo Million Dollar Championship e divenne membro della Million Dollar Corporation guidata da DiBiase. Dopo essere apparso alla Royal Rumble 1996, iniziò una rivalità con Savio Vega che culminò a WrestleMania XII con una vittoria. Durante la faida con Savio Vega chiese alla federazione il permesso di abbandonare il personaggio di Ringmaster in favore di una gimmick da persona senza scrupoli, con il cuore di pietra e con "Stone Cold" come nuovo soprannome, mentre tornò a utilizzare Steve Austin come nome.

#### Faida con la Hart Foundation (1996−1997)

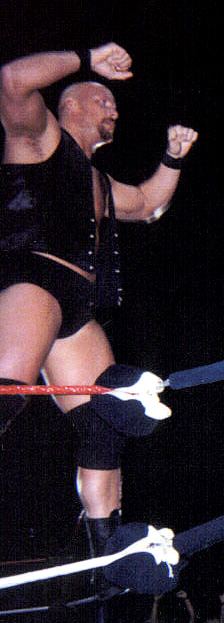
Austin mentre esegue una delle sue pose caratteristiche nel 1996

La sua ascesa verso il successo incominciò il 23 giugno 1996, quando vinse il titolo di King of the Ring usufruendo del push originariamente previsto per Hunter Hearst Helmsley, punito a seguito del MSG Incident. Batté Marc Mero in semifinale e in finale sconfisse Jake Roberts. Dopo il match, nel promo relativo all'incoronazione, si rivolse a Roberts prendendolo in giro per il suo nuovo stile di vita: «You sit there and you thump your Bible, and you say your prayers, and it didn't get you anywhere! Talk about your salms, talk about John 3:16 [...] "Austin 3:16" says I just whipped your ass!» ("Tu ti siedi, leggi la Bibbia e reciti le tue preghiere, ma non ti ha portato da nessuna parte! Parli dei salmi, di Giovanni 3:16... "Austin 3:16" dice che ti ho appena fatto il culo!")."Austin 3:16" è diventato uno dei più popolari slogan di wrestling della storia, nonché una delle magliette più vendute nella storia del merchandise WWF/E. Si è anche accreditato come il momento iconico che ha dato inizio all'Attitude Era della WWF, insieme allo Screwjob di Montréal.
Austin sfidò poi Bret Hart, che affrontò alle Survivor Series, ma ne uscì sconfitto. L'incontro pose le basi a una faida fra i due che durò diversi mesi. Durante la Royal Rumble, Austin entrò come quinto partecipante e fu eliminato da Bret Hart, ma gli arbitri non se ne accorsero: Austin rientrò sul ring ed eliminò lo stesso Hart, vincendo quindi l'incontro. Intanto l'allora campione Shawn Michaels fu costretto a rendere vacante il WWF World Heavyweight Championship a causa di un infortunio al ginocchio. Il titolo venne messo in palio in un incontro a quattro uomini a In Your House 13: Final Four, dove viene incluso anche Austin, ma viene eliminato per primo, mentre fu Hart a vincere incontro e titolo, che perse solamente la sera successiva a Raw Is War contro Sycho Sid a causa dell'interferenza di Austin.
I due si affrontano in un submission match a WrestleMania 13 con Ken Shamrock come arbitro. Durante l'incontro Austin sanguinò copiosamente, ma rifiutò di cedere anche quando Hart lo imprigiona nella Sharpshooter, la sua mossa finale. Austin svenne in mezzo al ring, ancora imprigionato nella Sharpshooter, e a questo punto Shamrock fermò il match dichiarando Hart vincitore. Il canadese continuò ad inveire su Austin, che nonostante le ferite rifiutò qualsiasi aiuto, il che portò ad un doppio turn: Hart divenne heel, mentre Austin un face. Austin fu costretto a diventare face a causa del crescente successo che riscuoteva tra i fan. Definì, inoltre, per la prima volta il ruolo del tweener: usare tattiche tipiche dell'heel per dei fini fondamentalmente buoni.
Austin ottenne la sua vendetta su Hart a In Your House 14: Revenge of the 'Taker, in un match per determinare lo sfidante dell'allora campione The Undertaker: Austin vinse l'incontro per squalifica (la sua unica vittoria su Hart durante la loro faida) dopo l'intervento a favore di Hart di British Bulldog, che gli permise di ottenere un match per il WWF World Heavyweight Championship contro Undertaker a In Your House 15: A Cold Day in Hell. Austin affrontò nuovamente Hart nella puntata di Raw Is War del 21 aprile in uno street fight match e infortunò la gamba di Hart con una sedia durante la contesa, che Austin perse per squalifica quando rifiutò di mollare la presa dalla Sharpshooter che gli aveva applicato. A In Your House 15: A Cold Day in Hell perse il match contro Undertaker dopo una distrazione causata da Brian Pillman, il suo vecchio compagno di tag team.
Successivamente, vinse per due volte il WWF Tag Team Championship. Il 25 maggio 1997, Austin e Shawn Michaels sconfissero Owen Hart e The British Bulldog e vinsero il titolo, che mantennero fino al 14 luglio, quando Michaels fu costretto a rendere vacante a causa di un infortunio. Quella stessa sera si tenne un torneo per determinare chi avrebbe affrontato Austin e un compagno a sua scelta per il titolo vacante. Hart e Bulldog vinsero il torneo, con Austin che rifiutò di scegliere un compagno, preferendo combattere da solo, ma nel corso del match Mick Foley, per la prima volta sotto le spoglie di Dude Love, intervenne per aiutare Austin a vincere match e titolo. Successivamente, continuò la sua faida con la famiglia Hart, venendo coinvolto in un'intensa rivalità con Owen Hart, che schienò un distratto Austin e ottenne la vittoria per la Hart Foundation nel tag team match a dieci uomini di In Your House 16: Canadian Stampede, dove Austin lottava a fianco di Ken Shamrock, Goldust e la Legion of Doom.
Owen in quel periodo deteneva l'Intercontinental Championship, che il Texas Rattlesnake vinse a SummerSlam. Nel corso del match, tuttavia, Austin subì un grave infortunio al collo: in seguito ad un Piledriver male eseguito, Austin batté la testa a terra e rimase paralizzato per alcuni secondi. Rimase a terra e Owen fece finta di nulla mentre, strisciando, Austin riuscì a eseguire un roll-up, contenuto anche da Owen, e vinse match e titolo, che però dovette rendere vacante per poter curare il suo grave infortunio. Allo stesso tempo Owen creò una maglietta con scritto "Owen 3:16 (says) I just broke your neck" per prendere in giro Austin e attirare heat.
Nella seconda metà del 1997, accrebbe la sua reputazione di ribelle sfidando ogni autorità e distribuendo a destra e manca la Stone Cold Stunner, la sua mossa finale: tra coloro che subirono tale manovra vi furono il commentatore Jim Ross, l'allora commissioner Sgt. Slaughter e lo stesso proprietario della federazione Vince McMahon.

#### Faida con Vince McMahon (1997–1999)

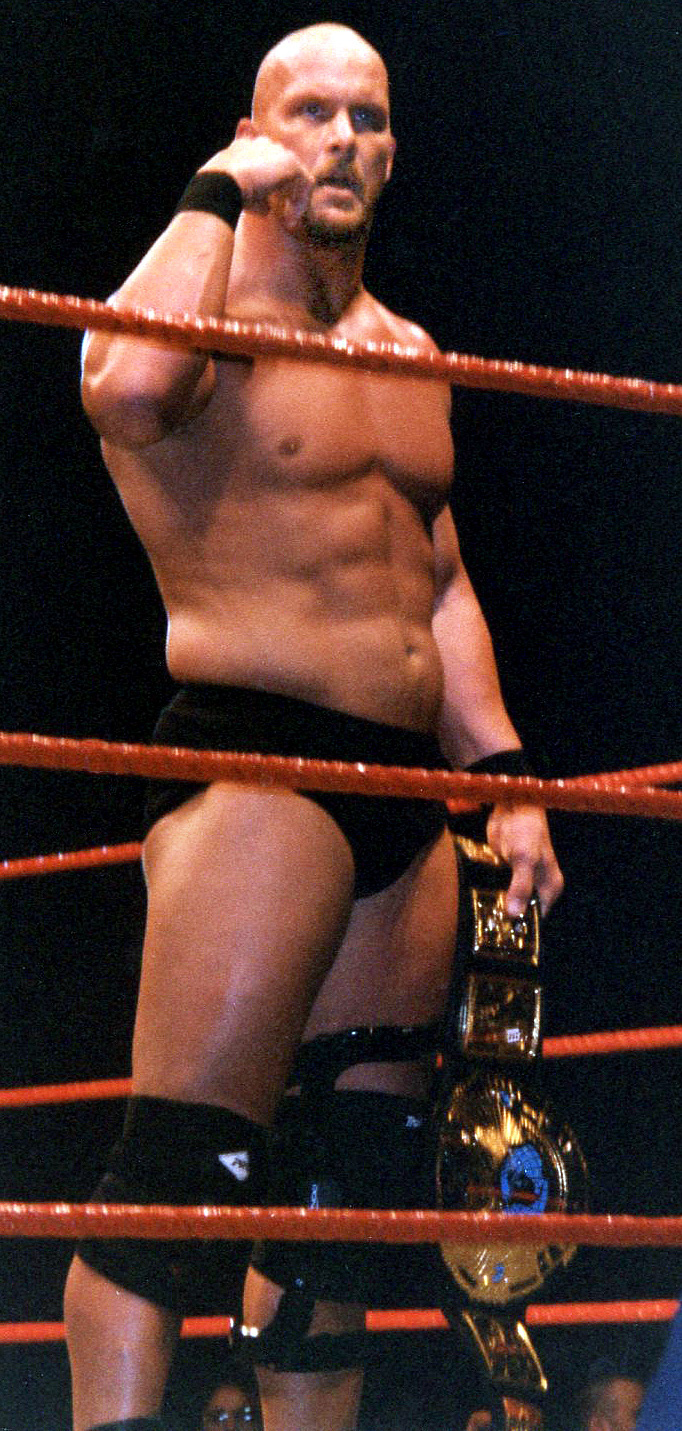
Austin ha detenuto il WWF Championship per sei volte e per un totale di 529 giorni

Nella puntata di Raw Is War del 22 settembre 1997, svoltasi per la prima volta al Madison Square Garden, Owen Hart fece un discorso ai fan presenti all'arena, ma Austin entrò assieme a cinque ufficiali della polizia di New York per assalire Hart. Vince McMahon corse sul ring e disse a Austin che non era in grado di competere "fisicamente". Al termine del discorso Austin lo colpì con la sua Stunner. Austin di fatto venne arrestato con l'accusa di aver aggredito un agente di polizia. Questo segnò l'inizio della faida tra Austin e McMahon, ma nel frattempo concluse la sua rivalità con Owen sconfiggendolo alle Survivor Series per riconquistare l'Intercontinental Championship. Questo secondo regno durò però poco meno di un mese, con lo stesso Austin che rinunciò al titolo dopo che McMahon gli aveva ordinato di difenderlo contro The Rock, che aveva sconfitto la sera prima a D-Generation X: In Your House, non prima però di aver colpito entrambi con la Stunner.
Con Bret Hart trasferitosi alla WCW, all'inizio del 1998, Austin e Shawn Michaels furono le top star della compagnia. Austin vinse la Royal Rumble 1998, dopo aver eliminato per ultimo The Rock, acquisendo il diritto di sfidare il campione a WrestleMania XIV, dove Stone Cold vinse il WWF World Heavyweight Championship sconfiggendo l'allora campione Shawn Michaels in un match in cui lo special enforcer fu Mike Tyson. Nel corso della successiva puntata di Raw Is War, McMahon presentò a tutti il nuovo campione e gli consegnò la sua nuova cintura. Gli disse però che non tollerava il suo modo di comportarsi e che le cose potevano essere fatte nel modo facile e nel modo difficile; Austin, per tutta risposta, lo colpì nuovamente con la Stunner. Furono settimane piene di proclami e di provocazioni da una parte e dall'altra; Nell'aprile 1998, Austin e McMahon si affrontarono in un match, che terminò in un no contest quando Dude Love fece un'apparizione. Questo portò al match tra Dude Love e Austin ad Unforgiven: In Your House dove Austin colpì McMahon con una sedia d'acciaio, poi i due si riaffrontarono nella rivincita a Over the Edge: In Your House per il WWF Championship. Austin mantenne il titolo nonostante McMahon fu l'arbitro speciale del match e i "Corporate Stooges" (Pat Patterson e Gerald Brisco) rispettivamente con il ruolo di ring announcer e timekeeper. McMahon fece di tutto per rovinare Austin e segnò una grande vittoria dalla sua parte a King of the Ring, dove Austin perse il titolo contro Kane in un first blood match dopo che Undertaker colpì Austin con una sedia ferendolo; la sera dopo a Raw Is War, tuttavia, Austin riconquistò il titolo sconfiggendo la "Big Red Machine". In questo periodò avrebbe dovuto affrontare anche Jeff Jarrett per il titolo, ma Austin rifiutò per ragioni mai del tutto chiarite.
A Fully Loaded: In Your House, vinse insieme a Undertaker i WWF Tag Team Championship sconfiggendo Kane e Mankind per poi perderli contro questi ultimi il 10 agosto in un fatal four-way tag team match che includeva anche i New Age Outlaws e The Rock e D'Lo Brown. A SummerSlam difese con successo il WWF Championship contro Undertaker. A Breakdown: In Your House nel triple threat match valido per il WWF Championship, Undertaker e Kane schienarono contemporaneamente Austin che perse così il titolo, Vince McMahon decise quindi di renderlo vacante. A Judgment Day: In Your House fu l'arbitro speciale del match che vide opposti Kane e The Undertaker valido per il vacante WWF Championship, match che terminò in no contest dopo che Austin attaccò entrambi. McMahon lo licenziò al termine del match, ma Austin ottenne la sua vendetta rapendo McMahon trascinandolo fino al centro del ring tenendolo "sotto mira", tirò fuori una pistola giocattolo facendo scorrere un rotolo di carta con la scritta "Bang 3:16", McMahon spaventato urinò nei pantaloni. Più tardi fu riassunto dal figlio di Vince, Shane. Alle Survivor Series prese parte al torneo per determinare il nuovo campione del mondo, sconfisse Big Boss Man nel primo round per squalifica avanzando fino alle semifinali dove perse contro Mankind dovuto ad un tradimento di Shane nei suoi confronti. La notte successiva a Raw Is War, sfidò il nuovo campione The Rock, ma durante il match The Undertaker colpì con una pala Austin facendolo vincere per squalifica, ma The Rock rimase campione. A Rock Bottom: In Your House sconfisse Undertaker in un buried alive match grazie all'interferenza di Kane. Con questa vittoria Austin si qualificò alla Royal Rumble 1999.

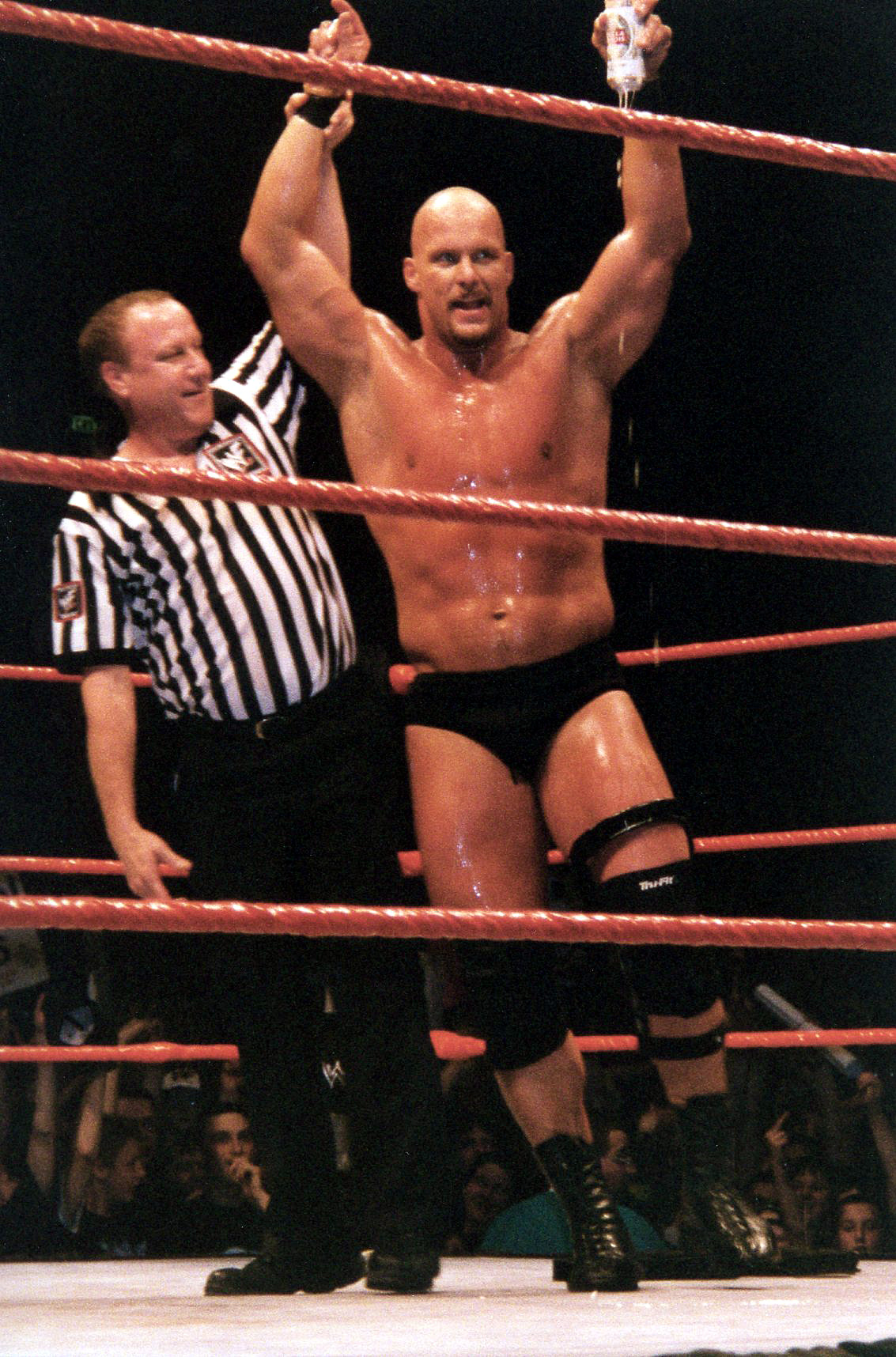
Austin festeggia con l'arbitro Earl Hebner

Alla Royal Rumble, entrò nell'omonimo match con il numero uno mentre Mr. McMahon con il numero due: durante il match McMahon fuggì tra il pubblico in modo che Austin lo inseguisse, ma ciò si rivelò essere un piano di McMahon in cui Austin fu colto di sorpresa dai membri della Corporation che lo attaccarono e fu portato via in ambulanza. Con Austin fuori causa, McMahon si unì al tavolo dei commentatori. Il Texas Rattlesnake, però ritornò e rientrò nel match, eseguì una Stunner su Big Boss Man e lo eliminò. Con l'assistenza all'ultimo minuto di The Rock, McMahon eliminò Austin vincendo la Royal Rumble. Con McMahon contendente numero uno al WWF Championship, l'allora commissioner della WWF, Shawn Michaels indisse un match per decretare il contendente numero uno al titolo di The Rock. A St. Valentine's Day Massacre: In Your House, Austin sconfisse McMahon in uno steel cage match divenendo il nuovo contendente numero uno al WWF Championship. A WrestleMania XV Austin sconfisse The Rock e vinse il suo terzo WWF Championship.
Nel rematch svoltosi a Backlash: In Your House, con Shane McMahon come arbitro speciale del match, Vince McMahon si avvicinò al ring solamente per restituire ad Austin la sua cintura in versione "Smoking Skull" e attaccò Shane mettendolo fuori causa. Austin vinse il match quando un altro arbitro eseguì il conteggio. A Over the Edge, venne sconfitto da The Undertaker perdendo il titolo. Vince e Shane McMahon sfidarono Austin in un ladder handicap match a King of the Ring per decidere chi avrebbe avuto il controllo della WWF, a vincere furono i McMahon. La notte successiva, a Raw Is War, Austin comunicò di essere ancora il chairman della federazione; nella stessa serata, sconfisse Undertaker, vincendo per la quarta volta il WWF Championship. Dopo il match, The Undertaker lo colpì con la cintura. A Fully Loaded, Austin affrontò il Deadman in un first blood match; se Austin avesse perso non avrebbe mai più avuto un'opportunità titolata, mentre in caso di non avrebbe mai più rivisto Vince McMahon. Austin vinse grazie a un'interferenza da parte di X-Pac, che colpì Undertaker con una sedia.

#### Faida con Triple H (1999−2001)

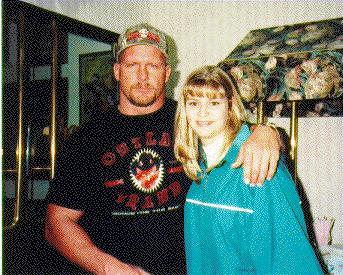
Austin posa insieme a una fan

Austin detenne il titolo fino a SummerSlam quando lo perse per mano di Mankind in un triple threat match che incluse anche Triple H. Austin ebbe il suo rematch a No Mercy contro Triple H, ma perse dopo che The Rock lo colpì accidentalmente con uno sledgehammer. Alle Survivor Series, avrebbe dovuto prendere parte ad un triple threat match valido per il WWF Championship contro Triple H e The Rock. Tuttavia, Austin fu investito nel parcheggio da una macchina. Questo angle fu ideato per permettere a Austin di operarsi al collo a causa del Piledriver subito a SummerSlam. Rimase fuori dalle scene per nove mesi.
Nell'aprile del 2000, apparve a Backlash attaccando Triple H e Mr. McMahon per aiutare The Rock a vincere il WWF Championship. Austin fece un'apparizione via satellite a SmackDown! nel mese di settembre annunciando il suo ritorno ad Unforgiven. A Unforgiven fece il suo ritorno con una nuova musica d'ingresso, Glass Shatters dei Disturbed. Rikishi ammise di essere l'autista dell'auto dell'investimento di Austin e di "averlo fatto per suo cugino The Rock". Il samoano ritenne che con Austin - a quel tempo in cima alla WWF - fuori dai giochi, The Rock, membro della famiglia samoana, sarebbe asceso al vertice della federazione. A No Mercy affrontò Rikishi in un no holds barred match, che è terminato in un no contest. Durante un handicap match contro Rikishi e Kurt Angle, Triple H arrivò sul ring per aiutare apparentemente Austin, che in seguitò lo attaccò con uno sledgehammer e rivelando di essere stato lui ad organizzare l'incidente. Alle Survivor Series, Austin e Triple H si affrontarono in un no disqualification match terminato in un no contest dopo che Austin fece precipitare una macchina da 20 metri con all'interno Triple H. Nel mese di dicembre ad Armageddon partecipò al six men hell in a cell match valido per il WWF Championship detenuto da Kurt Angle, gli altri partecipanti furono The Undertaker, The Rock, Rikishi e Triple H, a vincere fu Angle che mantenne il titolo. Alla Royal Rumble 2001, Austin vinse per la terza volta l'omonimo match, eliminando per ultimo Kane. La rivalità con Triple H si concluse a No Way Out in un three stages of hell match con la vittoria di Triple H sul punteggio di 2–1.

#### Ultimi regni (2001−2002)

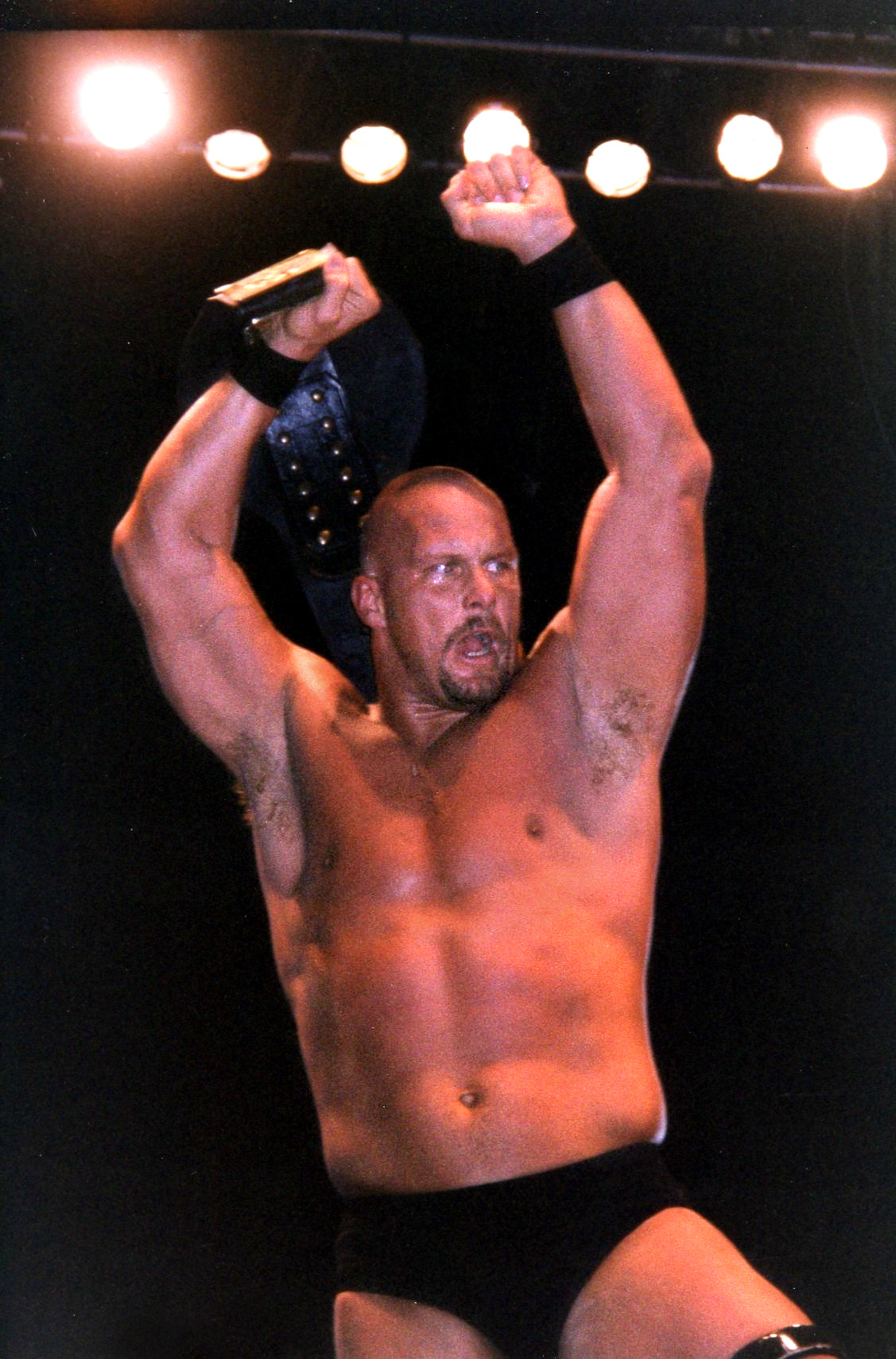
Austin mentre mostra il WWF Championship al pubblico presente

Con la conquista da parte di The Rock ai danni di Kurt Angle del WWF Championship l'incontro principale di WrestleMania fu per la seconda volta tra Rock e Austin, che a WrestleMania X-Seven conquistò il titolo dopo che Mr. McMahon fece un'apparizione a bordo ring e lo aiutò a vincere il match e il suo quinto WWF Championship. Dopo il match Austin e McMahon brindarono e sancendo di fatto il passaggio di Austin dalla parte dei cattivi per la prima volta dal 1997. Nella puntata successiva di Raw Is War durante il rematch tra Austin e The Rock svoltosi in uno steel cage match, Triple H intervenne colpendo The Rock con lo sledgehammer e insieme ad Austin continuarono ad attaccarlo. Nella puntata di SmackDown!, Austin fu intervistato da Jim Ross riguardo alle sue azioni compiute a WrestleMania X-Seven, disse a Ross di rinunciare la loro amicizia e successivamente lo attaccò brutalmente. Austin e Triple H divennero un tag team chiamato The Two-Man Power Trip. Austin e Triple H divennero i top heel della federazione e iniziarono una faida con The Undertaker e Kane. A Backlash vinsero un "Winner takes all match" conquistando i WWF Tag Team Championship oltre a conservare i rispettivi titoli, il WWF Championship (Austin) e l'Intercontinental Championship (Triple H). A Judgment Day Triple H perse l'Intercontinental Championship per mano di Kane, mentre Austin sconfisse The Undertaker mantenendo il WWF Championship. La notte seguente a Raw Is War i "Power Trip", affrontarono Chris Jericho e Chris Benoit con i WWF Tag Team Championship in palio. Durante il match Triple H si infortunò al quadricipite e i due persero i titoli. Austin ruppe l'alleanza con Triple H nella puntata di SmackDown! della stessa settimana criticando il suo infortunio. Continuò la sua alleanza con McMahon e iniziò una faida con Jericho e Benoit, che sconfisse in un triple threat match a King of the Ring mantenendo il WWF Championship.

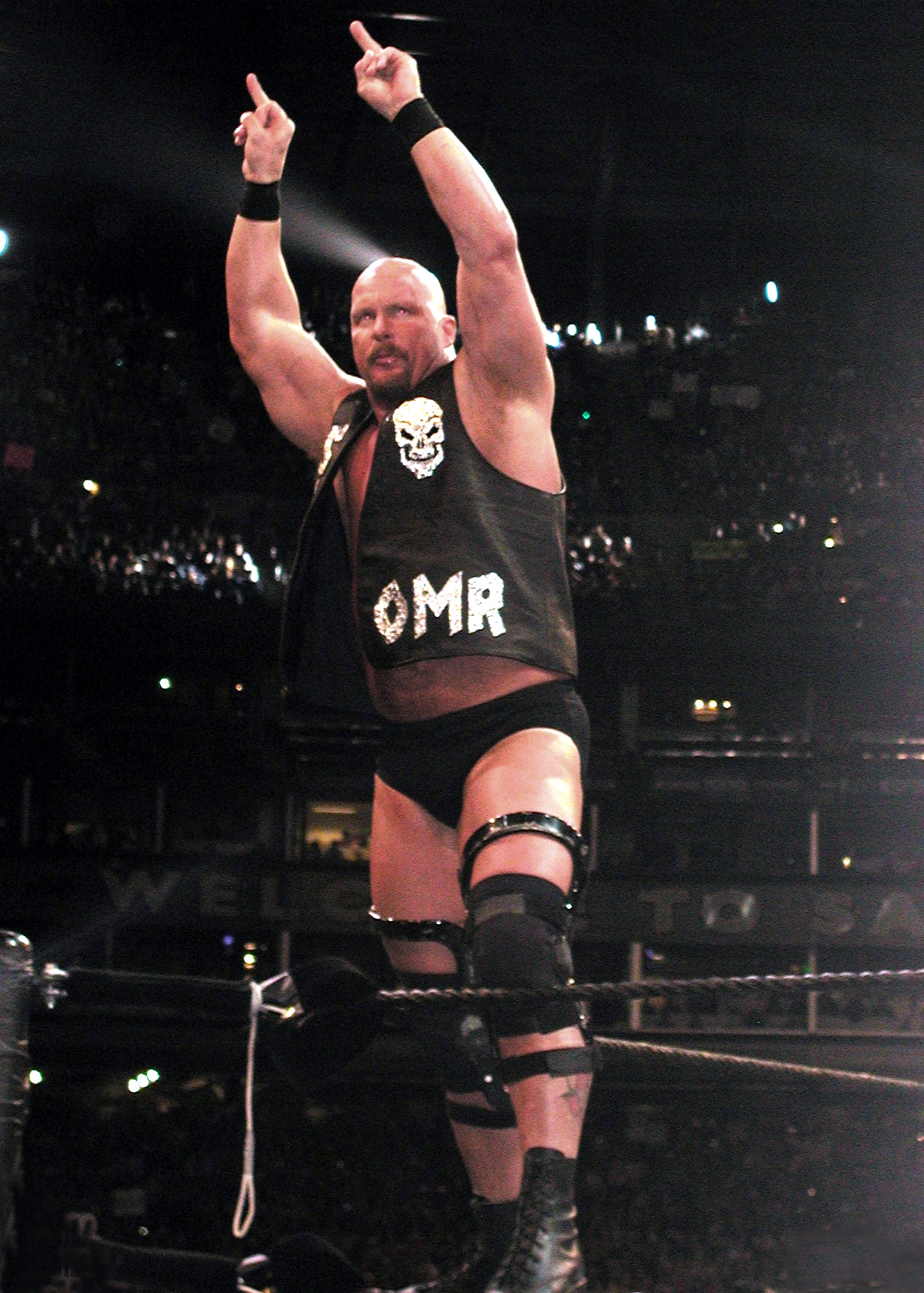
Austin esegue la sua posa caratteristica

Austin terminò la faida con Benoit dopo che quest'ultimo si infortunò al collo durante il match a King of the Ring. In questo periodo iniziò a battibeccare con Kurt Angle su chi fosse il più grande seguace di McMahon. Dopo che il Chairman acquistò la World Championship Wrestling, ci fu l'inizio dell'Invasion. McMahon non fu in grado di battere i wrestler della WCW, che poco dopo formarono l'Alliance con l'Extreme Championship Wrestling e sia Shane che Stephanie McMahon si allearono per scontrarsi con il padre. Un frustrato McMahon, chiamò Austin chiedendogli di tornare "il vecchio Stone Cold", all'inizio Austin rifiutò per poi aiutare la WWF colpendo i membri dell'Alliance con la Stunner. A Invasion, Austin fu il capitano del "Team WWF" di cui fecero parte Kurt Angle, Chris Jericho, The Undertaker e Kane contro il "Team Alliance" formato da Booker T, Diamond Dallas Page, Rhyno e i Dudley Boyz. Più tardi nel match, Austin tradì la WWF colpendo Angle con una Stunner per allearsi con l'Alliance. Austin divenne il leader dell'Alliance e iniziò una faida con Kurt Angle. I due si affrontarono a SummerSlam, perdendo per squalifica e riuscendo di fatto a mantenere il WWF Championship, ma ad Unforgiven perse il titolo contro "L'Olympic Gold Medalist" per sottomissione. Austin ricevette la sua rivincita l'8 ottobre 2001, a Raw, e sconfisse Angle, vincendo il suo sesto WWF Championship, grazie all'aiuto di William Regal che si alleò con Alliance. Successivamente, iniziò una faida con un altro membro dell'Alliance, Rob Van Dam, il quale fu l'unico membro dell'Alliance ad essere apprezzato dai fan. Austin affrontò Van Dam e Angle a No Mercy in un triple threat match riuscendo a conservare il titolo. Nella puntata di Raw del 29 ottobre 2001, Angle si unì all'Alliance e divenne il secondo wrestler di punta del gruppo. Per le Survivor Series venne indetto un "Winner takes all match" tra il "Team WWF" e il "Team Alliance": Austin venne scelto come capitano del team che consisteva in Kurt Angle, Shane McMahon, Rob Van Dam e Booker T, mentre il Team WWF fu capitanato da The Rock e includeva Chris Jericho, Kane, The Undertaker e Big Show. Alle Survivor Series, la squadra di Austin perse e così l'Alliance fu smantellata.
Nella puntata di Raw successiva, Mr. McMahon decise di privare Austin del titolo mondiale consegnandolo a Kurt Angle per il suo gesto fatto la notte prima alle Survivor Series; ma Ric Flair fece il suo ritornò alla WWF per la prima volta dal 1993 e annunciò di essere il co-proprietario della federazione, avendo comprato le quote societarie di Shane e Stephanie. Austin attaccò Angle e McMahon per le loro azioni, per intervenne Flair che restituí il WWF Championship e celebrando con quest'ultimo sul ring, tornò a essere il beniamino del pubblico. Flair decise che Austin avrebbe dovuto affrontare The Rock, che nel frattempo era ancora in possesso del WCW World Heavyweight Championship, al pay-per-view di dicembre Vengeance per unificare i titoli. Tuttavia, Austin continuò la sua faida con Angle mentre The Rock continuò la sua rivalità con Chris Jericho. Austin vinse il suo primo match contro Angle per poi affrontare Jericho nel match decisivo di unificazione. Austin perse il match dopo che Vince McMahon e Booker T interferirono nell'incontro facendogli perdere il titolo.
Dopo Vengeance, Austin iniziò una faida con Booker T il quale li vide combattere in vari luoghi, come un confessionale di chiesa, una sala da bingo e un supermercato.
All'inizio del 2002, il personaggio di Austin rimase come uno dei wrestler più popolari da top face. Alla Royal Rumble, Triple H fece il suo ritorno dall'infortunio dopo una lunga pausa, rimanendo insieme a Austin tra i quattro finalisti del Royal Rumble match con Kurt Angle e Mr. Perfect. Austin venne eliminato da Angle, tuttavia tornò sul ring per colpire quest'ultimo, Mr. Perfect e Triple H con una sedia d'acciaio. Alcuni giorni dopo a Raw sconfisse Kurt Angle per ottenere un'opportunità titolata all'Undisputed WWF Championship di Chris Jericho a No Way Out, dove però non riuscì a riconquistare il titolo poiché Vince McMahon portò in federazione il New World Order (nWo) composto da "Hollywood" Hulk Hogan, Kevin Nash e Scott Hall, che iniziò una rivalità con Austin dopo che quest'ultimo rifiutò delle birre offerte dai tre membri dell'nWo costandogli il match con Jericho a No Way Out.

#### Ultime faide e ritiro (2002−2003)

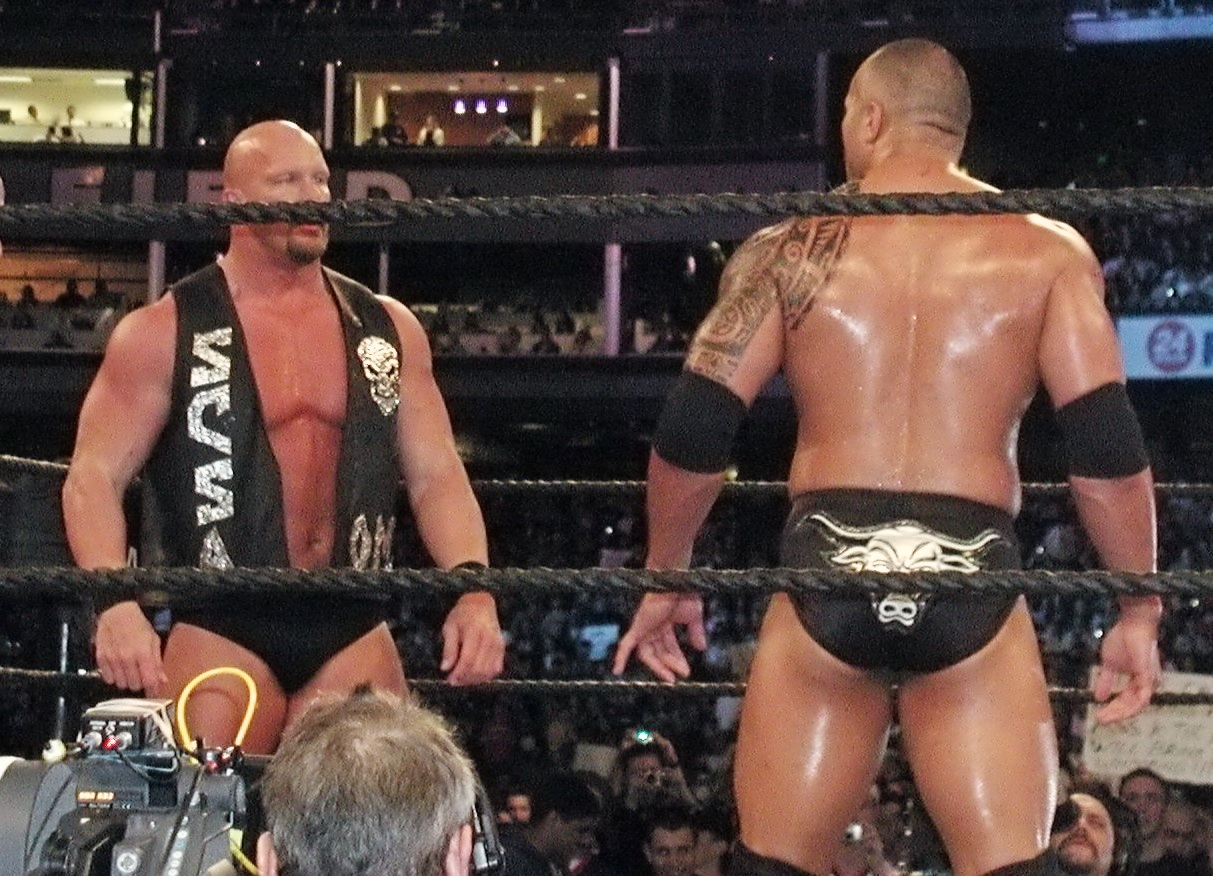
Austin affronta The Rock a WrestleMania XIX nel suo ultimo match

Nel backstage iniziarono a emergere dei problemi: fu riportato che Austin fosse infelice riguardo al ritorno di Hogan nella WWF e di essersi rifiutato di perdere contro di lui in un match proposto per WrestleMania X8, mentre Hogan dichiarò la stessa cosa riguardo a una sconfitta contro Austin. Di conseguenza, a WrestleMania il ruolo di Austin venne assegnato a The Rock che riuscì a sconfiggere Hogan, mentre Austin sconfisse Scott Hall. La notte seguente a Raw, Austin si rifiutò di apparire e si prese una pausa senza il consenso della federazione. McMahon dichiarò che le sue azioni causarono la rabbia di molti fan che avevano pagato per vederlo quella notte. Austin tornò il 1º aprile 2002, a Raw, il primo del periodo brand extension, quando scelse di restare nel roster di Raw. Poco dopo, iniziò una faida con The Undertaker che portò ad un match tra i due a Backlash nel quale il vincitore avrebbe ottenuto un'opportunità titolata all'Undisputed WWF Championship, match vinto dal Becchino. Successivamente Big Show e Ric Flair tradirono Austin diventando membri dell'nWo, ma Austin li sconfisse in un handicap match a Judgment Day.
Austin iniziò a rifiutare tutte le idee del booking team, che reputava non congeniali al suo personaggio, tra cui perdere un match non pubblicizzato a Raw contro Brock Lesnar, e si allontanò dalla compagnia per nove mesi, affermando in seguito che ciò fu l'errore di cui si pentì maggiormente.
Il 23 febbraio 2003, tornò e sconfisse Eric Bischoff a No Way Out. La faida fra Austin e The Rock si riaccese e i due si affrontano in un match a WrestleMania XIX; ad avere la meglio fu The Rock, vendicando le due precedenti sconfitte patite a causa di Austin in altrettante precedenti edizioni di WrestleMania. Questo fu l'ultimo match di Austin in WWE e della carriera. La notte successiva a Raw, Austin fu licenziato da Eric Bischoff, per motivi di salute (keyfabe). Il giorno successivo, rilasciò un'intervista a WWE.com in cui annunciò il suo ritiro dal wrestling, ma rivelò che insieme a Vince McMahon aveva raggiunto un accordo, in cui Austin sarebbe stato impegnato in ruoli extra-ring.
Successivamente rivelò, in riferimento al licenziamento da parte di Bishoff, che era si, parte di una storyline, ma anche che i problemi fisici erano legittimi e legati principalmente al suo infortunio avvenuto nel 1997, nel match svoltosi a SummerSlam contro Owen Hart, che non gli dava tregua fin dal 2001, nonostante l'intervento chirurgico a cui si sottopose. Confessò, inoltre, che continuò a lottare, contro il parere dei medici, che gli comunicarono che, a causa di una mossa troppo violenta compiuta su di lui, avrebbe potuto causare invalidità permanente o morte, fino al suo addio nel 2002 e citò questo come l'unico motivo per cui lasciò bruscamente la federazione.

#### Sceriffo diRaw(2003−2004)
Dopo il ritiro come wrestler, Austin venne nominato da Linda McMahon, co-general manager di Raw e iniziò una faida contro l'altro general manager di Raw, il dispotico Eric Bischoff. Nel corso di questa storyline, nonostante il ritiro, continuò comunque a utilizzare mosse di wrestling, come ad esempio la caratteristica Stone Cold Stunner, o a scambiarsi pugni e calci con altri wrestler. Durante la puntata di Raw del 17 novembre 2003, venne licenziato (kayfabe) perché la sua squadra perse contro quella di Bischoff in un match a eliminazione alle Survivor Series.
Austin tornò a dicembre, in occasione del Tribute to the Troops esibendosi davanti a militari statunitensi impegnati in Iraq e fece il suo ritorno a Raw nell'episodio del 29 dicembre 2003, dove, in qualità di "sceriffo", colpì con una Stunner il rivale Bischoff e riassunse il licenziato Shawn Michaels.
Nel 2004, prese parte a WrestleMania XX in veste di arbitro speciale, nel match tra Brock Lesnar e Goldberg dove al termine del match, colpì entrambi i contendenti con una Stunner. In seguito iniziò a chiedere più denaro di quello offerto da McMahon, più tempo libero per dedicarsi al cinema o alla televisione e il diritto di sfruttamento del soprannome "Stone Cold", ma McMahon rifiutò e i due decisero di concludere la collaborazione il 16 aprile 2004.

#### Apparizioni sporadiche (2005−presente)

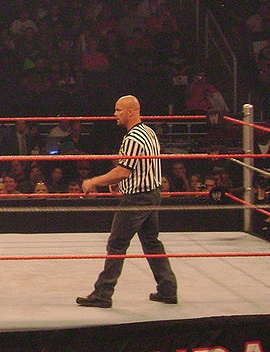
Austin ha spesso arbitrato match dopo il suo ritiro dal ring

Austin tornò in un programma della WWE dopo un anno, con un'apparizione speciale a WrestleMania 21 come ospite del Piper's Pit, che terminò quando Austin eseguì la Stunner su Carlito e Roddy Piper. Tornò nuovamente a Raw in occasione di Raw Homecoming, puntata speciale andata in onda nell'ottobre 2005, quando attaccò tutta la famiglia McMahon al completo eseguendo su tutti la Stunner. Avrebbe dovuto avere un match contro Jonathan Coachman a Taboo Tuesday, ma fu sostituito da Batista per motivi sconosciuti a pochi giorni dal pay-per-view. Nella prima edizione del 2006 di Saturday Night's Main Event, disputò contro John "Bradshaw" Layfield un "beer drinking contest", finito senza vincitore per l'intervento di Chris Benoit, ma anche a causa di una Stunner su Layfield, che tentò di vincere barando.
Austin ha partecipato alla cerimonia della WWE Hall of Fame il 1º aprile 2006, introducendo Bret Hart.
A WrestleMania 23, è stato l'arbitro speciale nella "battle of the billionairs" tra Vince McMahon e Donald Trump, nel match tra Umaga e Bobby Lashley ed è determinanta con la vittoria del secondo, colpendo Umaga con la Stunner. Tra le altre vittime della mossa anche Shane McMahon, Vince McMahon e lo stesso Trump. Austin è stato anche protagonista della puntata di Saturday Night's Main Event andata in onda il 18 agosto 2007, durante la quale ha incontrato Vince McMahon colpendolo con due low blow e una Stunner. È apparso anche a SummerSlam, quando ha preso il posto di Matt Hardy nel "beer drinking contest" che questi avrebbe dovuto disputare contro Montel Vontavious Porter. Anche in questo caso Austin colpì il suo avversario con una Stunner. Comparve anche al quindicesimo anniversario di Raw, dove insieme a Triple H, Mick Foley e The Undertaker attaccò Vince McMahon.
A Cyber Sunday, fece da arbitro speciale per due volte: nel 2007, per il match tra The Undertaker e Batista, vinto da quest'ultimo e, nel 2008, in un match in cui Batista affrontò Chris Jericho; il vincitore fu di nuovo Batista.

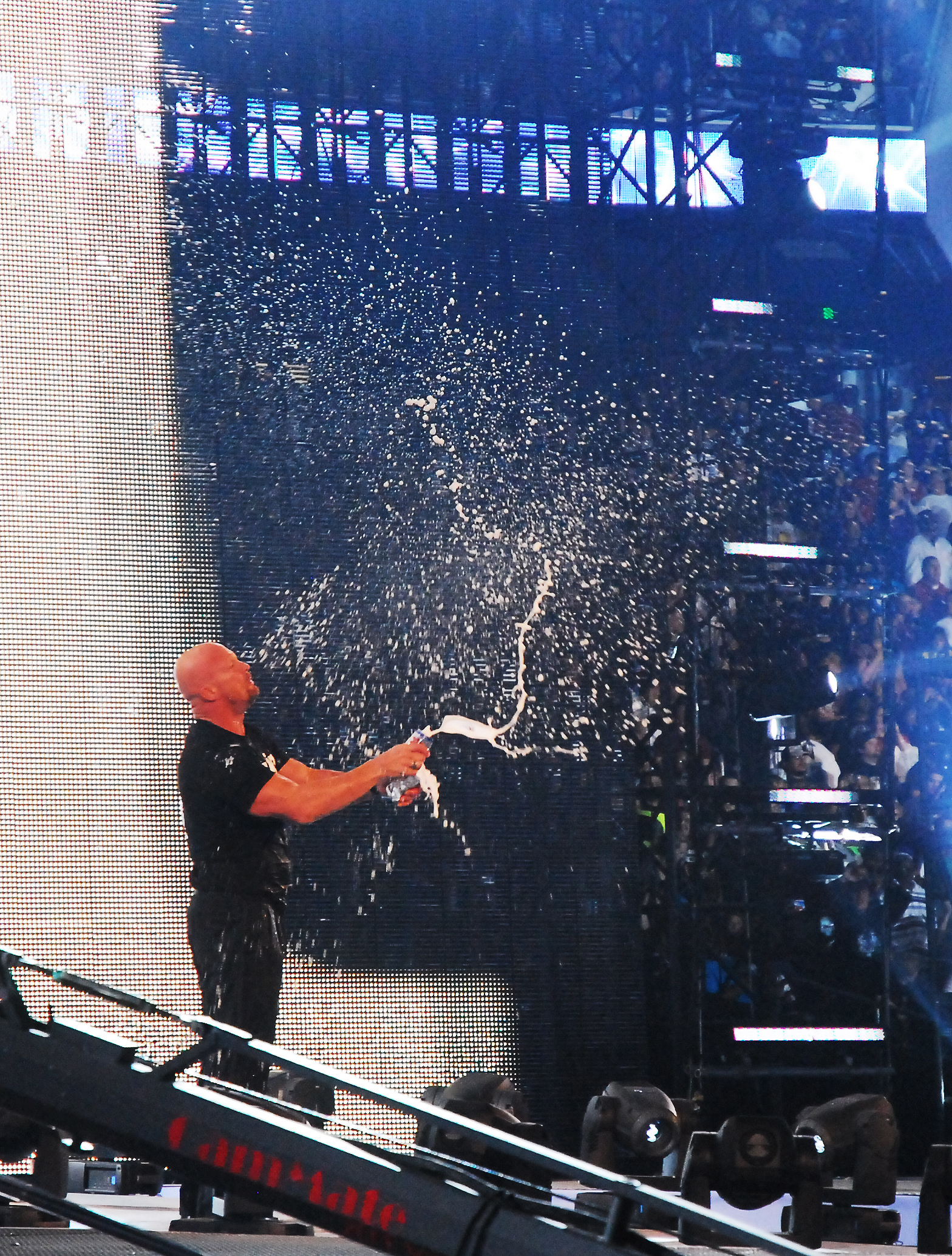
Austin festeggia con una birra la sua introduzione nella WWE Hall of Fame sulla rampa di WrestleMania XXV

La notte del 4 aprile 2009, al Toyota Center di Houston, è stata celebrata la WWE Hall of Fame, in cui "Stone Cold" Steve Austin è stato introdotto dal "nemico" di sempre Vince McMahon
. "È un mio privilegio ed onore aver passato la mia vita in un quadrato da sei metri per sei", questa è la frase conclusiva del discorso che Austin fece alla cerimonia.
Il 15 marzo 2010, è stato il guest host di Raw svolgendo il ruolo di giudice alla firma del contratto tra Bret Hart e Vince McMahon per il loro match a WrestleMania XXVI e sancendo il triple threat match tra Randy Orton, Cody Rhodes e Ted DiBiase, Jr., anche questo match per WrestleMania XXVI.
Nel febbraio 2011, la WWE e USA Network, il canale televisivo in cui viene trasmesso Raw, hanno annunciato il ritorno del reality show Tough Enough, di cui Austin sarebbe stato il presentatore. Ha fatto il suo ritorno nella puntata di Raw del 7 marzo in cui interrompe JBL mentre firma il contratto per diventare arbitro speciale nel match di WrestleMania XXVII tra Jerry "The King" Lawler e Michael Cole, colpendolo con la Stunner e firmando il contratto. Austin ha quindi arbitrato il match tra, segnando alla fine la vittoria di Lawler. Dopo i festeggiamenti (e una Stunner al commentatore Booker T), tuttavia, l'anonimo general manager di Raw ha annunciato tramite e-mail che Austin ha favorito troppo Lawler e che quindi la vittoria per squalifica va a Cole. Austin, indignato, ha colpito Josh Mathews con la Stunner.
Austin è apparso nella puntata di Raw del 4 aprile in cui ha presentato i partecipanti di Tough Enough, ma è stato interrotto da The Miz e attaccato da Alex Riley; nonostante ciò, è riuscito a colpire Riley con una Stunner. La prima puntata di Tough Enough è stata trasmessa il 4 aprile stesso, al termine della puntata di Raw successiva a WrestleMania; dalla settimana seguente Tough Enough è stato trasmesso prima della diretta di Raw e il programma è durato dieci settimane.

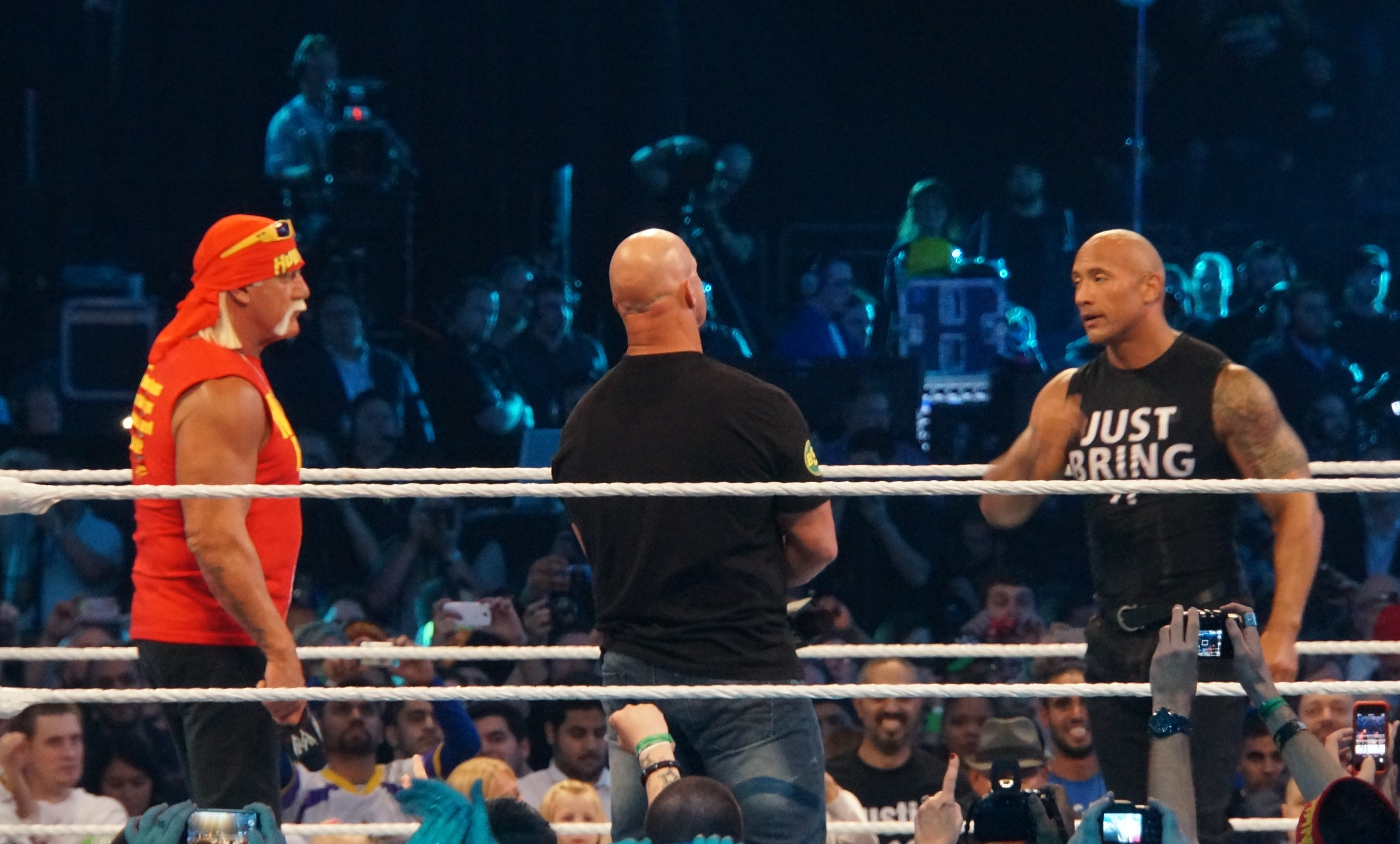
Austin insieme a Hulk Hogan e The Rock a WrestleMania XXX

La WWE e lo stesso Austin hanno ufficializzato la sua presenza nella puntata di Raw del 6 giugno, dove ha arbitrato il match tra John Cena e Alex Riley contro R-Truth e The Miz vinto dai primi e per incoronare il vincitore di Tough Enough; è stato presente anche la settimana dopo, nella speciale puntata di Raw denominata WWE All Star, come general manager ospite. È stato, inoltre, uno degli ospiti di WrestleMania XXX, insieme a The Rock e Hulk Hogan.
Nel 2015, ha condotto sul WWE Network il suo programma radiofonico Stone Cold Podcast. Ha fatto un'apparizione nella puntata di Raw del 19 ottobre 2015, in cui ha promosso il match tra The Undertaker e Brock Lesnar a Hell in a Cell. È apparso a Raw anche la settimana seguente, quando ha pubblicizzato il videogioco WWE 2K16 di cui è sulla copertina. Il 3 febbraio 2016, è apparso all'Opie Radio per promuovere il suo reality show Steve Austin's Broken Skull Challenge: durante l'intervista, ha, inoltre, ribadito che la sua carriera da wrestler è definitivamente terminata.
È tornato a WrestleMania 32, dove insieme a Mick Foley e Shawn Michaels ha attaccato la League of Nations, per poi festeggiare insieme al New Day con la birra, salvo colpire Woods − dopo aver simulato una danza − con una Stunner.
Nella prima notte di WrestleMania 38, durante il KO Show è stato sfidato da Kevin Owens in un No holds barred match, che l'ha visto vincitore. Subito dopo il match si ritirò nuovamente.

## Carriera cinematografica e televisiva
Steve Austin iniziò la sua carriera televisiva ricoprendo diversi ruoli da ospite in Celebrity Deathmatch e nella quarta e quinta stagione di Nash Bridges trasmesso da CBS, interpretando l'ispettore di polizia Jake Cage del San Francisco Police Department. Apparve anche in V.I.P. e Dilbert. Il debutto cinematografico avvenne con un ruolo marginale nel remake di L'altra sporca ultima meta del 2005, accanto ad altri wrestler quali Goldberg, Kevin Nash, Bob Sapp e The Great Khali. Il primo ruolo da protagonista lo ebbe firmando un contratto con la WWE Films in The Condemned - L'isola della morte interpretando Jack Conrad, un pericoloso detenuto in attesa di essere giustiziato in un carcere salvadoregno. Il film venne distribuito nelle sale cinematografiche nel 2007. 

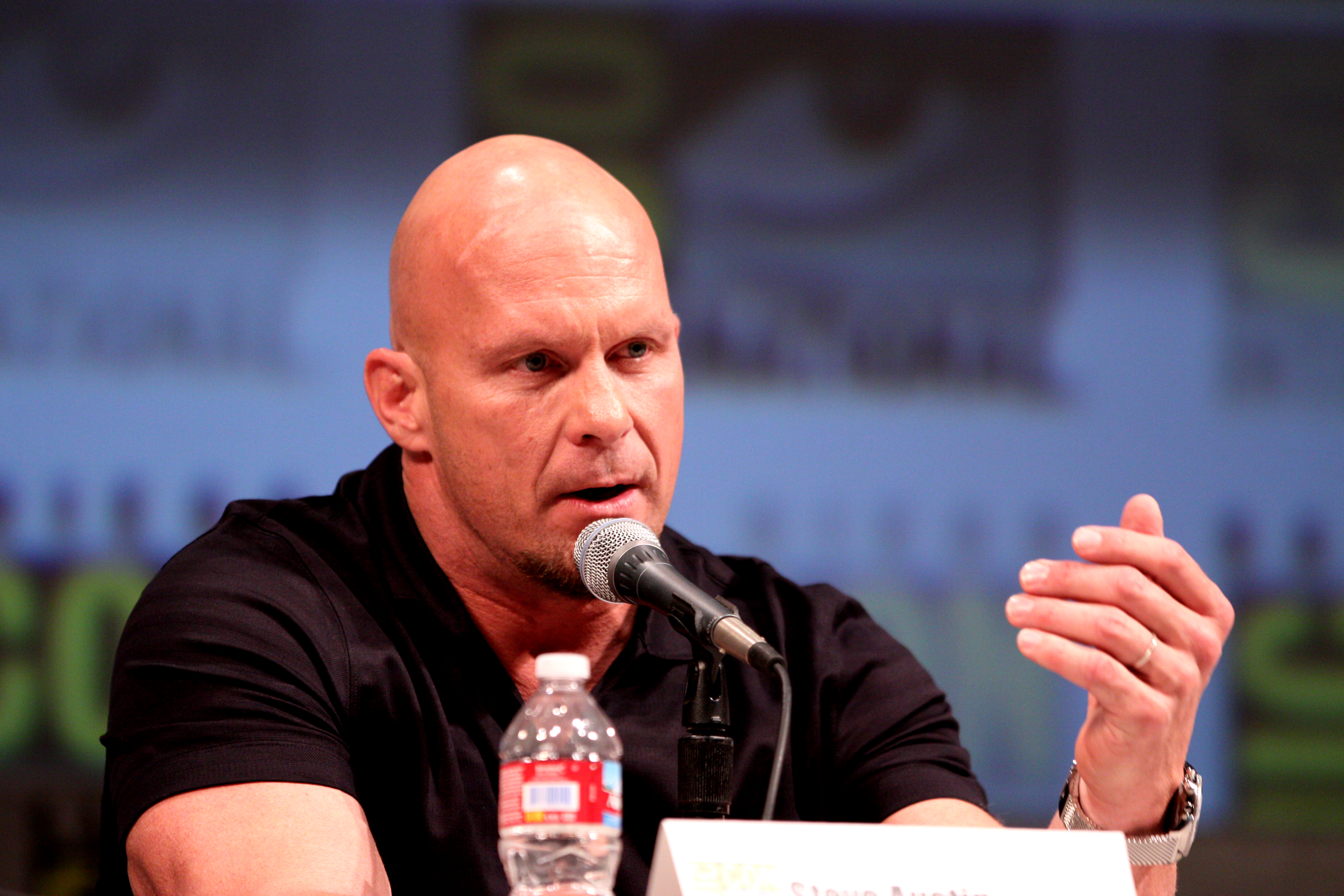
Austin nel 2010

Nel 2010, apparve in I mercenari - The Expendables nel ruolo di Dan Paine, guardia del corpo e "braccio destro" dell'antagonista principale, interpretato da Eric Roberts. Questo fu il suo ultimo film ad uscire nelle sale fino al 2013. Austin apparve anche nella serie televisiva Chuck, nei panni del malvagio Hugo Panzer. Recitò altri ruoli cinematografici anche in film quali Damage, Hunt to Kill, The Stranger, Tactical Force, Knockout, Recoil, Maximum Conviction e The Package. Nel 2013, apparve in Grown Ups 2 nel ruolo di Dennis "Tommy" Cavanaugh. Questo fu il primo film ad uscire nelle sale dal 2010.
Nell'aprile 2013, iniziò a presentare un podcast settimanale per famiglie dal nome The Steve Austin Show, mentre successivamente il suo secondo podcast intitolato The Steve Austin Show – Unleashed!, indirizzato a un pubblico più adulto. Questo programma è disponibile su PodcastOne. I suoi podcast ottengono 793.000 download alla settimana e ha 200 milioni di download complessivi. Il podcast è anche la transizione ad una trasmissione in diretta per il WWE Network con edizioni speciali dal 2014. Il programma viene registrato dal suo ranch, situato a Dallas.
Austin è stato ospite del reality show Redneck Island, iniziato nel giugno 2012 su CMT, e ha ricoperto tale ruolo fino alla quarta stagione. Nel dicembre 2013, ha annunciato il suo reality show dal titolo Steve Austin's Broken Skull Challenge, uno spettacolo, il cui debutto è avvenuto il 6 luglio 2014 su CMT; il programma viene trasmesso in Italia sulla rete televisiva Cielo con il nome Steve Austin - Sfida implacabile. La seconda stagione del nuovo programma è iniziata nel 2015, mentre la terza nel 2016. La quarta stagione è stata trasmessa nel corso del 2017, mentre la première della 5ª è stata data domenica 18 febbraio 2018.

## Vita privata
Austin ha cambiato legalmente nome due volte: il suo nome di battesimo è Steven James Anderson (cognome della madre), ma, dopo il secondo matrimonio di sua madre, prese il cognome del padre adottivo, ossia Williams. Nel 2007, ha cambiato legalmente nome in Steve Austin. Austin è fratellastro dell'attore Jamie McBride.
Ha suonato nella banda ufficiale della scuola superiore che ha frequentato e, prima di iniziare la carriera nel wrestling, ha pensato di diventare un insegnante di ginnastica.
Austin si è sposato quattro volte: la prima, molto giovane, con una compagna di liceo di nome Kathryn Burrhus (dal 1990 al 1992); la seconda volta con Jeannie Clark (dal 1992 al 1999), (ex moglie dell'allenatore di Austin, Gentleman Chris Adams) da cui ha avuto due figlie, prima del divorzio nel 1999; in terze nozze, nel 2000, Austin ha sposato l'ex diva della WWF/E Debra Marshall (dal 2000 al 2003). Dal 2009, infine, è sposato con Kristin Feres
Il 15 giugno 2002, la polizia ricevette una chiamata dalla casa in cui vivevano Debra e Austin a San Antonio, in Texas. Al loro arrivo trovarono Debra con evidenti segni di maltrattamenti e in preda a una crisi isterica, mentre il marito abbandonò la casa. Il 14 agosto 2002, Austin venne arrestato con l'accusa di violenza domestica. In seguito a patteggiamento è stato condannato a un anno di libertà vigilata, a 1 000 dollari di multa e a ottanta ore di servizi sociali. Gli venne, inoltre, vietato consumare birra per un anno, poiché l'alcool pare fosse una delle cause scatenanti dell'aggressione. Austin divorziò ufficialmente da Debra nel 2003.
Il 27 marzo 2004, Austin è stato protagonista di una violenta discussione nella propria abitazione con la sua compagna Tess Broussard, che chiamò la polizia e accusò Austin di averla spintonata a terra e di averle procurato così ferite alle mani e alle ginocchia. I due finirono in causa e Tess, nel corso di un incontro con l'avvocato di Austin, lo ferirà con un coltello.
Il soprannome "Stone Cold" nacque quando l'allora moglie Jeannie Clark esortò il marito (impegnato a scegliere il suo ring name per la WWF) a bere la sua tazza di tè prima che diventasse freddo come una pietra.
Austin supporta fermamente il matrimonio omosessuale.
Austin possiede, inoltre, due tatuaggi sulla gamba sinistra: un longhorn del Texas con l'immagine vettoriale del Texas e un teschio.
Jim Ross è un suo grande amico e per questo è stato definito il suo "braccio destro"; tant'è che fu Ross a mediare i suoi incontri con Vince McMahon dopo il suo abbandono dalla WWE nel 2002 e a convincerlo a tornare nel 2003.
Nel 2012, il famoso sito internet IGN lo ha classificato al quarto posto tra "I 50 migliori wrestler di tutti i tempi".
A partire dal 2015, con la collaborazione della El Segundo Brewing Company, produce e commercializza la sua birra artigianale dal nome Steve Austin's Broken Skull IPA.

## Personaggio

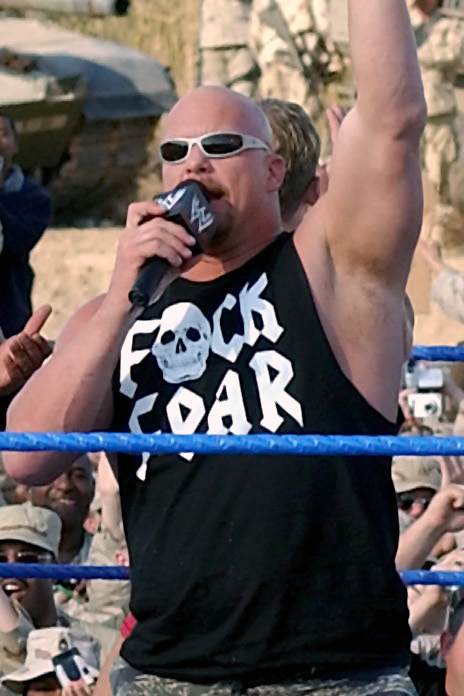
Austin durante il Tribute to the Troops nel 2003

### Mosse finali
- Come Steve Austin
  - Stone Cold Stunner (Stunner)[5][251][252] - WWF/E
  - Stun Gun (Flapjack dropped into a hangman)[251] - WCW
- Come The Ringmaster
  - Million Dollar Dream (Cobra clutch)[5][251]

### Manager
- Col. Robert Parker[41]
- Debra[5]
- Lady Blossom[253]
- Paul E. Dangerously[254]
- Percy Pringle III[5]
- Skandar Akbar[5]
- Ted DiBiase[3]
- Vivacious Veronica[253]

### Soprannomi
- "Ass Kicking Machine"[255]
- "The Bionic Redneck"[256]
- "The Paranoid Rattlesnake"[257]
- "The Ragin' Redneck"
- "Stone Cold"[256]
- "Stunning"[256]
- "Superstar"[256]
- "The Texas Rattlesnake"[256]
- "The Three One Six"
- "The Toughest Son of a Bitch in the WWF/E"[3]

## Titoli e riconoscimenti
- Pro Wrestling Illustrated

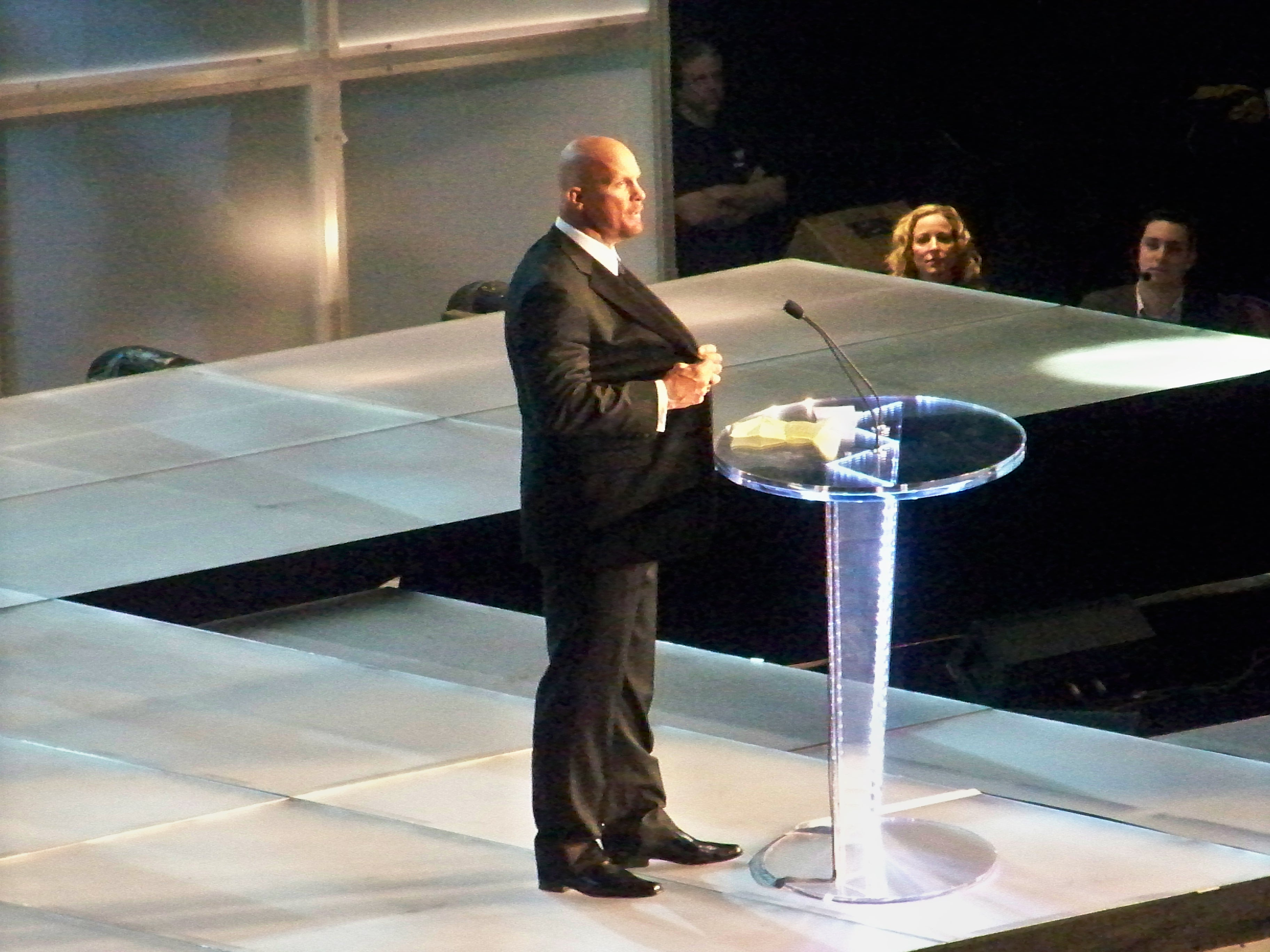
Austin durante la sua introduzione nella WWE Hall of Fame

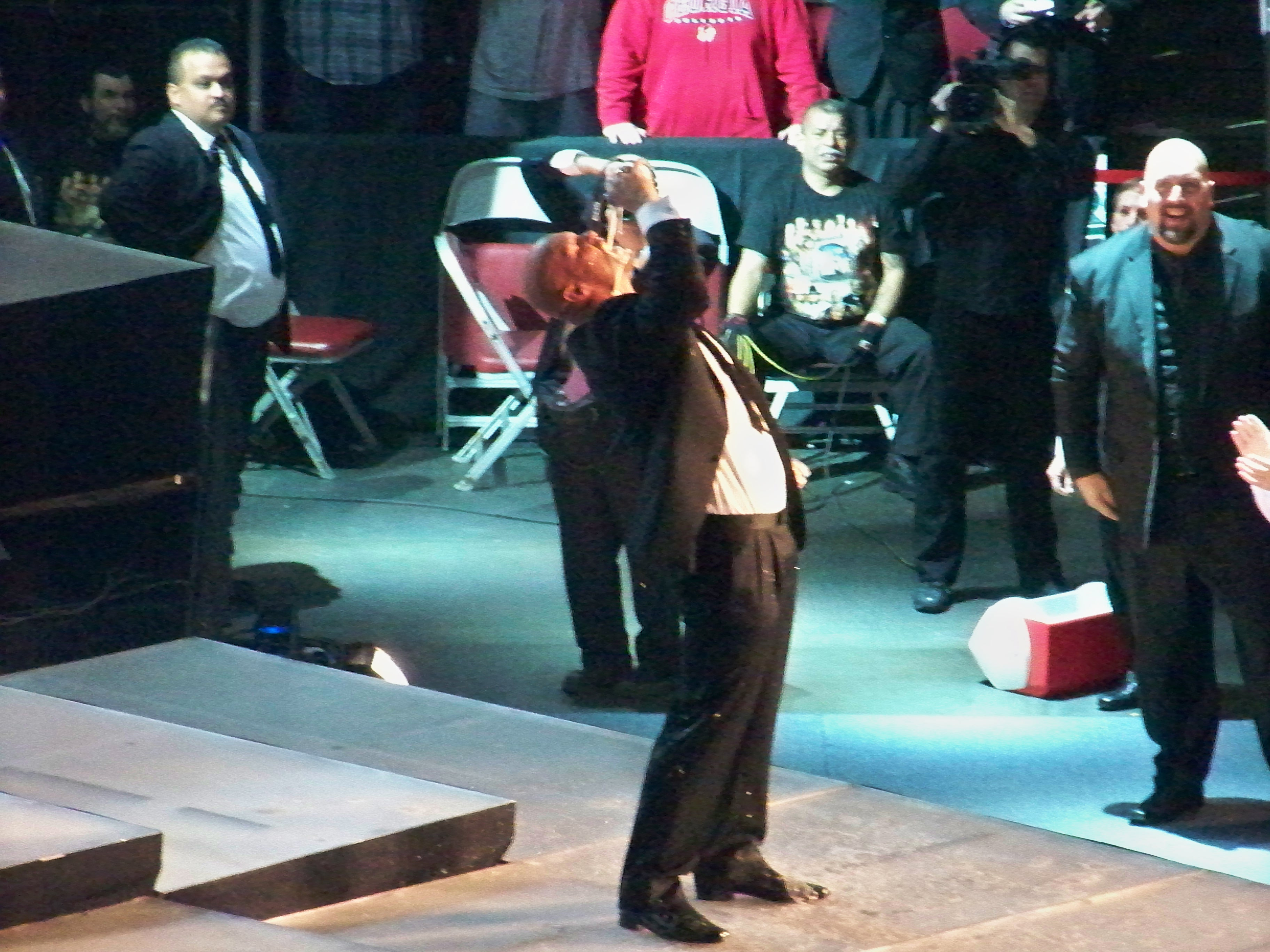
Austin esegue la caratteristica "beer smash" alla cerimonia della WWE Hall of Fame nel 2009

  - Feud of the Year (1998, 1999) - vs. Mr. McMahon[258][259]
  - Match of the Year (1997) - vs. Bret Hart a WrestleMania 13[258][260]
  - Most Hated Wrestler of the Year (2001)[258][261]
  - Most Popular Wrestler of the Year (1998)[258][262]
  - Rookie of the Year (1990)[258][263]
  - Wrestler of the Year (1998, 1999, 2001)[258][264]
  - 1º tra i 500 migliori wrestler singoli nella PWI 500 (1998, 1999)[265][266]
  - 19º tra i 500 migliori wrestler singoli nella PWI Years (2003)[267]
  - 50º tra i 100 migliori tag team nella "PWI Years" (2003) – con Brian Pillman[267]
- Professional Wrestling Hall of Fame and Museum
  - Classe del 2016[268]
- Texas Wrestling Federation
  - TWF Tag Team Championship (1) – con The California Stud[269]
- World Championship Wrestling
  - WCW United States Heavyweight Championship (2)[270]
  - WCW World Television Championship (2)[271]
  - NWA World Tag Team Championship (1) – con Brian Pillman[272]
  - WCW World Tag Team Championship (1) – con Brian Pillman[273]
- World Wrestling Federation/Entertainment
  - WWF Championship (6)[274]
  - WWF Tag Team Championship (4) – con Shawn Michaels (1), Dude Love (1), The Undertaker (1) e Triple H (1)[275]
  - WWF Intercontinental Championship (2)[276]
  - Million Dollar Championship (1)[N 1][277]
  - Royal Rumble (edizione 1997, 1998 e 2001)[278]
  - King of the Ring (edizione 1996)[279]
  - 5º Triple Crown Champion[280]
  - Slammy Award (2)[281]
    - Best Original WWE Network Show (2015) - Stone Cold Podcast[282]
    - Freedom of Speech (1997)[283]

  - WWE Hall of Fame (2009)[284]
  - WWE Hall of Fame (2025) – con Bret Hart nella categoria Immortal Moment per il loro scontro a WrestleMania 13[285]
- Wrestling Observer Newsletter
  - 5 Star Match (1992) - con Rick Rude, Arn Anderson, Bobby Eaton e Larry Zbyszko vs. Dustin Rhodes, Nikita Koloff, Sting, Ricky Steamboat e Barry Windhamin a WrestleWar[258][286]
  - 5 Star Match (1997) - vs. Bret Hart a WrestleMania 13[258][286]
  - Best Box Office Draw (1998, 1999)[258][286]
  - Best Gimmick (1997, 1998)[258][286]
  - Best Heel (1996)[258][286]
  - Best on Interviews (1996–1998, 2001)[258][286]
  - Best Non-Wrestler (2003)[258][286]
  - Feud of the Year (1997) - vs. The Hart Foundation[258][286]
  - Feud of the Year (1998, 1999) - vs. Mr. McMahon[258][286]
  - Match of the Year (1997) - vs. Bret Hart a WrestleMania 13[258][286]
  - Most Charismatic (1997, 1998)[258]
  - Rookie of the Year (1990)[258][286]
  - Tag Team of the Year (1993) - con Brian Pillman[258][286]
  - Wrestler of the Year (1998)[258][286]
  - Worst Worked Match of the Year (1991) - con Terrance Taylor vs. Bobby Eaton e P.N. News a The Great American Bash[258][286]
  - Wrestling Observer Newsletter Hall of Fame (classe del 2000)[258][286]

## Filmografia parziale

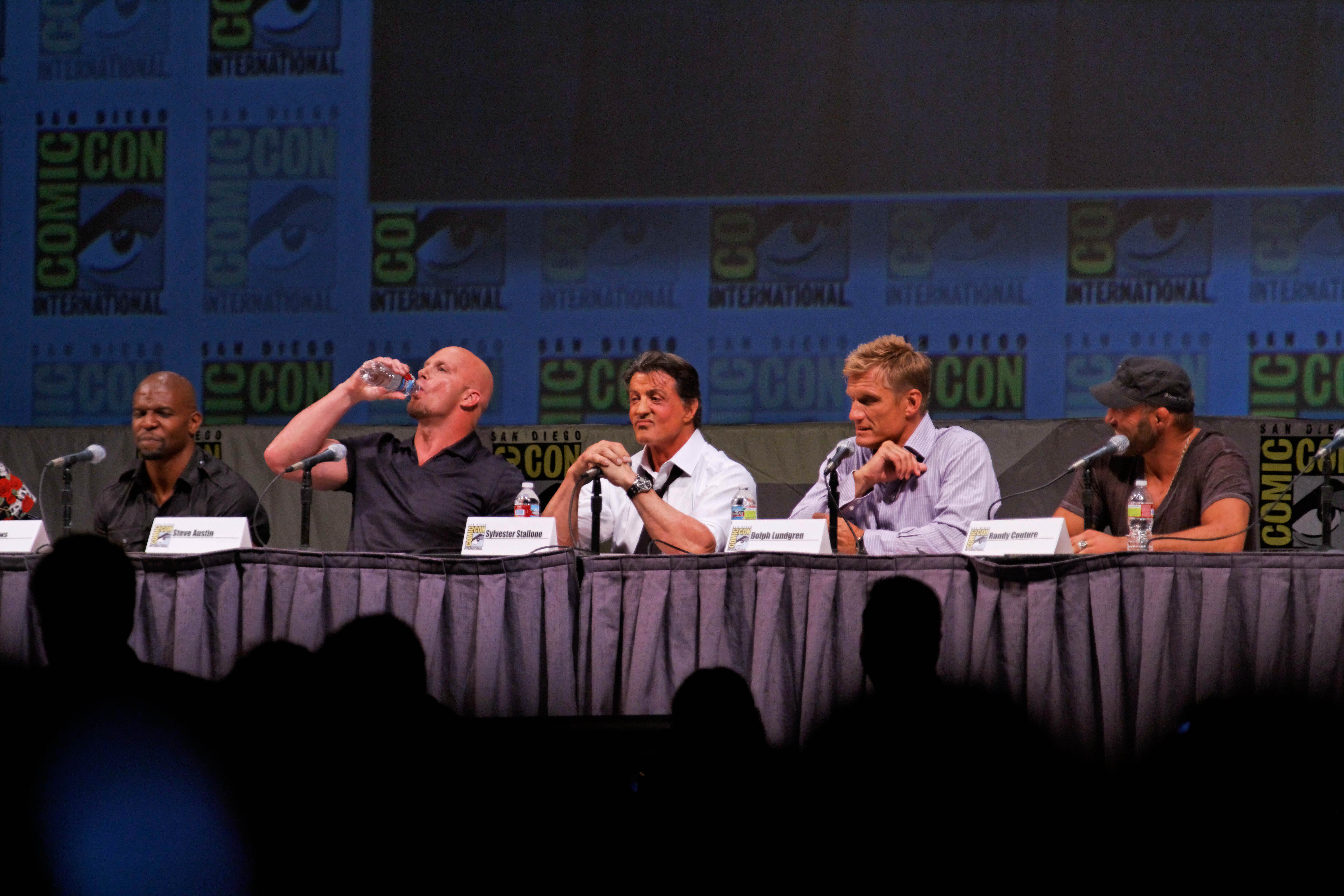
Austin al San Diego Comic-Con International nel 2010 per promuovere il film I mercenari - The Expendables

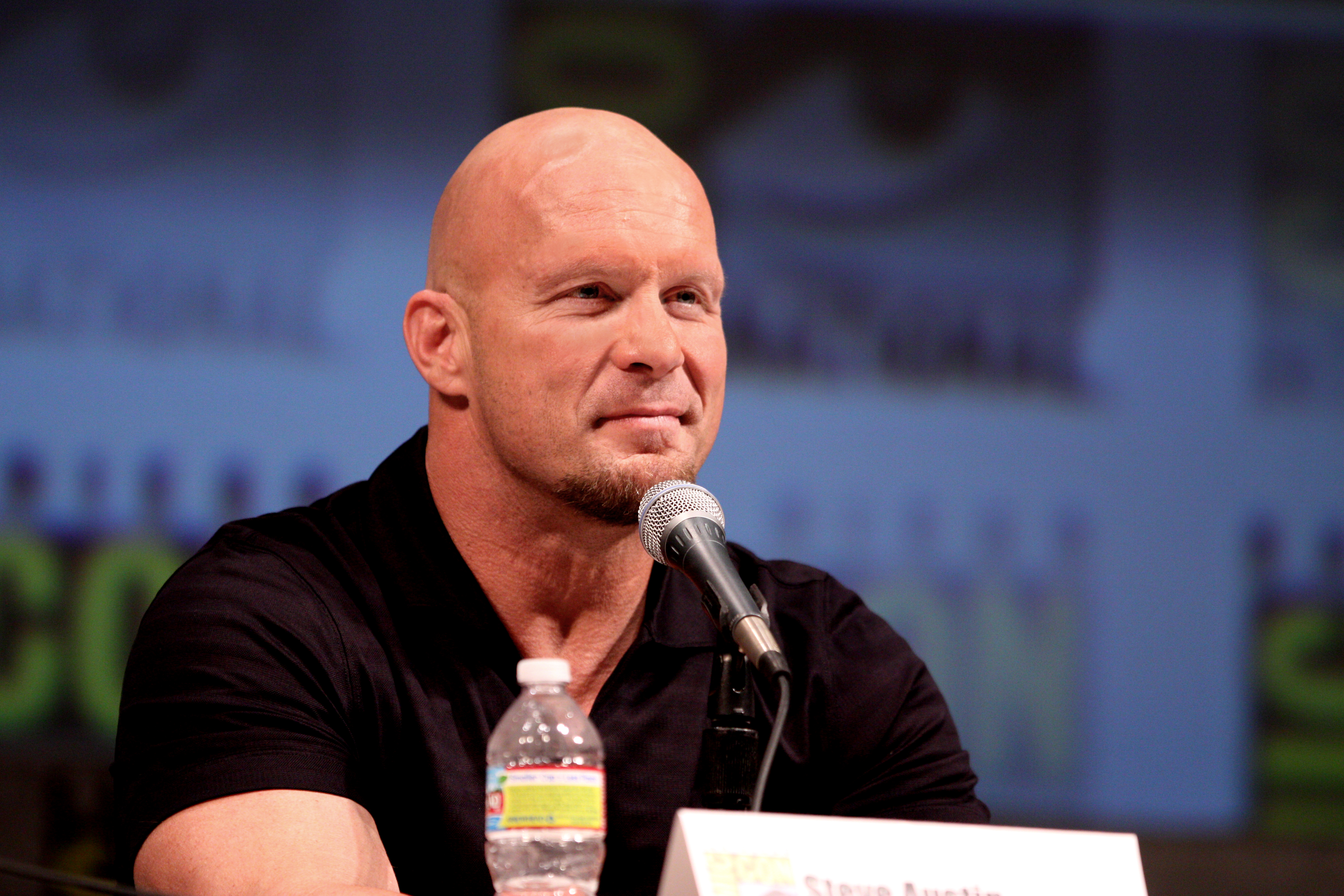
Austin al San Diego Comic-Con International nel 2010

### Attore

#### Cinema
- Jason X, regia di James Isaac (2002)
- L'altra sporca ultima meta (The Longest Yard), regia di Peter Segal (2005)
- Tales of the Rat Fink, regia di Ron Mann (2006)
- The Condemned - L'isola della morte (The Condemned), regia di Scott Wiper (2007)
- Damage - Libertà vigilata (Damage), regia di Jeff King (2009)
- I mercenari - The Expendables, regia di Sylvester Stallone (2010)
- Hunt to Kill - Caccia all'uomo (Hunt to Kill), regia di Keoni Waxman (2010)
- Inferno: The Making of 'The Expendables', regia di John Herzfeld – documentario (2010)
- The Stranger - Lo straniero (The Stranger), regia di Robert Lieberman (2010)
- Tactical Force - Teste di cuoio (Tactical Force), regia di Adamo P. Cultraro (2011)
- A colpo sicuro (Recoil), regia di Terry Miles (2011)
- Knockout - Nato per combattere (Knockout), regia di Anne Wheeler (2011)
- Maximum Conviction, regia di Keoni Waxman (2012)
- The Package, regia di Jesse V. Johnson (2013)
- Un weekend da bamboccioni 2 (Grown Ups 2), regia di Dennis Dugan (2013)
- Avamposto cinese (Echo Effect), regia di Kevin Carraway (2015)
- Smosh: The Movie, regia di Alex Winter (2015)

#### Televisione
- V.I.P. - serie TV, episodio 1x05 (1998)
- Nash Bridges - serie TV, 6 episodi (1999-2000)
- The Bernie Mac Show - serie TV, episodio 5x02 (2005)
- Chuck - serie TV, episodi 3x05-4x03 (2010)
- Non si gioca con morte (Finders Keepers), regia di Alexander Yellen – film TV (2014)
- Mr. McMahon - miniserie TV, 6 episodi (2024)

### Doppiatore

#### Televisione
- Dilbert - serie animata, episodio 2x14 (2000)

#### Videogiochi
- WCW: The Main Event
- WWF WrestleMania 2000
- WWF SmackDown!
- WWF SmackDown! 2: Know Your Role
- WWF No Mercy
- Fire Pro Wrestling
- WWF Betrayal
- WWF SmackDown! Just Bring It
- WWE Raw
- WWE SmackDown! Shut Your Mouth
- WWE Crush Hour
- WWE Raw 2
- WWE SmackDown! Here Comes the Pain
- WWE Day of Reckoning 2
- WWE SmackDown! vs. Raw 2006
- WWE SmackDown vs. Raw 2007
- WWE SmackDown vs. Raw 2008
- WWE Legends of WrestleMania
- WWE SmackDown vs. Raw 2010
- WWE SmackDown vs. Raw 2011
- WWE All Stars
- WWE '12
- WWE WrestleFest
- WWE '13
- WWE 2K14
- WWE SuperCard
- WWE 2K15
- WWE Immortals
- WWE 2K17
- WWE 2K18
- WWE 2K19
- WWE 2K20

## Trasmissioni televisive (parziale)
- Celebrity Deathmatch (1998-2002)
- Tough Enough (2011)
- Redneck Island - reality show (2012-2013)
- Steve Austin - Sfida implacabile (Steve Austin's Broken Skull Challenge) - game show (2014-2017)

## Radio
- The Steve Austin Show - podcast (2013)
- The Steve Austin Show - Unleashed! - podcast
- Stone Cold Podcast - podcast (2014)

## Libri
- (EN) Steve Austin, Dennis Brent e Jim Ross, The Stone Cold Truth, New York, Pocket Books, 2003, ISBN 0-7434-7720-0.

## Doppiatori italiani
Nelle versioni in italiano delle opere in cui ha recitato, Steve Austin è stato doppiato da:
- Stefano Mondini in The Condemned - L'isola della morte, I mercenari - The Expendables, Steve Austin - Sfida implacabile
- Pasquale Anselmo in Nash Bridges
- Angelo Nicotra in L'altra sporca ultima meta
- Roberto Draghetti in Maximum Conviction
- Massimiliano Plinio in Chuck
- Alessandro Messina in A colpo sicuro
- Alessandro Budroni in Un weekend da bamboccioni 2
- Nicola Braile in Smosh: The Movie